# Arminia Bielefeld/Saison 1969/70
Dieser Artikel beschreibt den Verlauf der Saison 1969/70 von Arminia Bielefeld. Arminia Bielefeld trat in der Saison in der Regionalliga West an und belegte den zweiten Tabellenplatz. Damit qualifizierte sich die Mannschaft für die Aufstiegsrunde zur Bundesliga, wo sie sich als Gruppensieger durchsetzen konnten. Im Westdeutschen Pokal verloren die Arminen in der zweiten Runde und qualifizierten sich daher nicht für den DFB-Pokal. 

## Personalien

### Kader
| Gerd Siese      |
| Andreas Triebel |

| Detlef Kemena |
| Klaus Köller  |
| Dieter Schulz |
| Georg Stürz   |
| Horst Wenzel  |

| Ulrich Braun      |
| Uwe Göbel         |
| Gerd Knoth        |
| Horst Stockhausen |

| Peter Dammann        |
| Bernd Kirchner       |
| Gerd Kohl            |
| Ernst Kuster         |
| Norbert Leopoldseder |
| Klaus Oberschelp     |
| Gerd Roggensack      |

Der Name des Mannschaftskapitäns ist nicht bekannt.

### Transfers zur Saison 1969/70
| Zugänge                                                                                 | Abgänge                                                                                            |
| --------------------------------------------------------------------------------------- | -------------------------------------------------------------------------------------------------- |
| - Uwe Göbel (Kansas City) - Klaus Oberschelp (SV Brackwede) - Horst Wenzel (VfB Lübeck) | - Uwe Erich (TuS Dornberg) - Uwe Kleina (Preußen Münster) - Heinz-Dieter Lömm (Schwarz-Weiß Essen) |

### Funktionäre und Trainer Saison 1969/70
| Funktion        | Name                                   |
| --------------- | -------------------------------------- |
| Cheftrainer     | Hans Wendlandt (bis 7. November 1969)  |
| Cheftrainer     | Egon Piechaczek (ab 10. November 1969) |
| Co-Trainer      | Willi Nolting                          |
| Geschäftsführer | Walter Röhe                            |

## Saison
Alle Ergebnisse aus Sicht von Arminia Bielefeld. Grün unterlegte Ergebnisse kennzeichnen einen Sieg, rot unterlegte eine Niederlage und gelb unterlegte ein Unentschieden.

### Regionalliga
Die Partie beim SC Fortuna Köln vom 2. Spieltag war ursprünglich für den 24. August 1969 angesetzt und wurde am 3. September 1969 nachgeholt. Die Partie beim Bonner SC vom 18. Spieltag wurde erst am 10. Mai 1970 ausgetragen. Die ursprüngliche Ansetzung ist nicht bekannt. Die Partie gegen den SC Fortuna Köln vom 19. Spieltag war ursprünglich für den 18. Januar 1970 angesetzt und wurde am 3. Mai 1970 nachgeholt. Die Partie gegen Preußen Münster vom 20. Spieltag war ursprünglich für den 25. Januar 1970 angesetzt und wurde am 26. März 1970 nachgeholt. Die Partie gegen die SpVgg Erkenschwick vom 26. Spieltag war ursprünglich für den 8. März 1970 angesetzt und wurde am 26. April 1970 nachgeholt.
| Runde | Datum              | Gegner              | Ort      | Ergebnis | Tor(e) für Arminia               |
| ----- | ------------------ | ------------------- | -------- | -------- | -------------------------------- |
| 1     | 17. August 1969    | Bonner SC           | Heim     | 3:1      | Kuster (2), Wenzel               |
| 2     | 3. September 1969  | SC Fortuna Köln     | Auswärts | 1:0      | Kuster                           |
| 3     | 31. August 1969    | Preußen Münster     | Heim     | 2:2      | Braun, Kuster                    |
| 4     | 7. September 1969  | DJK Gütersloh       | Auswärts | 1:1      | Kuster                           |
| 5     | 14. September 1969 | Hamborn 07          | Heim     | 1:0      | Kuster                           |
| 6     | 28. September 1969 | TSV Marl-Hüls       | Auswärts | 0:0      |                                  |
| 7     | 5. Oktober 1969    | VfR Neuss           | Heim     | 3:1      | Leopoldseder (2), Kuster         |
| 8     | 12. Oktober 1969   | Wuppertaler SV      | Auswärts | 0:1      |                                  |
| 9     | 19. Oktober 1969   | SpVgg Erkenschwick  | Heim     | 2:1      | Braun, Kirchner                  |
| 10    | 26. Oktober 1969   | SC Viktoria Köln    | Auswärts | 0:0      |                                  |
| 11    | 2. November 1969   | Lüner SV            | Heim     | 1:2      | Kuster                           |
| 12    | 9. November 1969   | SG Wattenscheid 09  | Auswärts | 3:3      | Dammann, Kuster, Roggensack      |
| 13    | 16. November 1969  | SSVg Velbert        | Auswärts | 2:0      | Kohl, Kuster                     |
| 14    | 30. November 1969  | Schwarz-Weiß Essen  | Heim     | 4:0      | Kuster (2), Köller, Schulz       |
| 15    | 7. Dezember 1969   | VfL Bochum          | Auswärts | 1:2      | Schulz                           |
| 16    | 14. Dezember 1969  | Bayer 04 Leverkusen | Heim     | 3:1      | Stockhausen (2), Wenzel          |
| 17    | 21. Dezember 1969  | Fortuna Düsseldorf  | Auswärts | 2:1      | Kuster, Wenzel                   |
| 18    | 10. Mai 1970       | Bonner SC           | Auswärts | 0:2      |                                  |
| 19    | 19. Januar 1970    | SC Fortuna Köln     | Heim     | 2:0      | Kuster, Roggensack               |
| 20    | 26. März 1970      | Preußen Münster     | Auswärts | 2:0      | Knoth, Roggensack                |
| 21    | 1. Februar 1970    | DJK Gütersloh       | Heim     | 2:1      | Kuster, Oberschelp               |
| 22    | 8. Februar 1970    | Hamborn 07          | Auswärts | 1:0      | Kuster                           |
| 23    | 15. Februar 1970   | TSV Marl-Hüls       | Heim     | 5:1      | Kuster (3), Dammann, Stockhausen |
| 24    | 22. Februar 1970   | VfR Neuss           | Auswärts | 2:2      | Kuster (2)                       |
| 25    | 1. März 1970       | Wuppertaler SV      | Heim     | 3:0      | Braun, Kohl, Wenzel              |
| 26    | 26. April 1970     | SpVgg Erkenschwick  | Auswärts | 1:0      | Kuster                           |
| 27    | 15. März 1970      | SC Viktoria Köln    | Heim     | 2:3      | Kuster (2)                       |
| 28    | 22. März 1970      | Lüner SV            | Auswärts | 1:1      | Kuster                           |
| 29    | 30. März 1970      | SG Wattenscheid 09  | Heim     | 4:1      | Kuster (2), Stockhausen, Wenzel  |
| 30    | 5. April 1970      | SSVg Velbert        | Heim     | 2:0      | Braun, Kohl                      |
| 31    | 12. April 1970     | Schwarz-Weiß Essen  | Auswärts | 1:0      | Eigentor durch Höfer             |
| 32    | 19. April 1970     | VfL Bochum          | Heim     | 2:0      | Braun, Kuster                    |
| 33    | 23. Mai 1970       | Bayer 04 Leverkusen | Auswärts | 0:1      |                                  |
| 34    | 18. Mai 1970       | Fortuna Düsseldorf  | Heim     | 2:2      | Kuster, Stockhausen              |

### Aufstiegsrunde zur Bundesliga
In der Aufstiegsrunde zur Bundesliga trat die Arminia in Gruppe 1 auf den Meister der Regionalliga Nord VfL Osnabrück, den Vizemeister der Regionalliga Berlin Tennis Borussia Berlin, den Meister der Regionalliga Südwest SV Alsenborn und den Vizemeister der Regionalliga Süd Karlsruher SC.
| Runde | Datum         | Gegner                 | Ort      | Ergebnis | Tor(e) für Arminia              |
| ----- | ------------- | ---------------------- | -------- | -------- | ------------------------------- |
| 1     | 27. Mai 1970  | SV Alsenborn           | Auswärts | 1:0      | Leopoldseder                    |
| 2     | 30. Mai 1970  | spielfrei              | –        | –:–      | –                               |
| 3     | 3. Juni 1970  | Tennis Borussia Berlin | Heim     | 1:1      | Kuster                          |
| 4     | 6. Juni 1970  | VfL Osnabrück          | Auswärts | 0:0      |                                 |
| 5     | 10. Juni 1970 | Karlsruher SC          | Heim     | 3:1      | Kuster, Oberschelp, Stockhausen |
| 6     | 13. Juni 1970 | spielfrei              | –        | –:–      | –                               |
| 7     | 17. Juni 1970 | SV Alsenborn           | Heim     | 3:0      | Braun, Oberschelp, Schulz       |
| 8     | 20. Juni 1970 | Karlsruher SC          | Auswärts | 0:1      |                                 |
| 9     | 24. Juni 1970 | VfL Osnabrück          | Heim     | 3:0      | Kohl (2), Leopoldseder          |
| 10    | 27. Juni 1970 | Tennis Borussia Berlin | Auswärts | 2:0      | Kuster, Stockhausen             |

### Westdeutscher Pokal
| Runde | Datum          | Gegner                  | Ort      | Ergebnis | Tor(e) für Arminia |
| ----- | -------------- | ----------------------- | -------- | -------- | ------------------ |
| 1     | 26. Juli 1969  | VfL Schlangen           | Auswärts | 3:0      | nicht bekannt      |
| 2     | 1. August 1969 | Eintracht Gelsenkirchen | Auswärts | 1:4      | nicht bekannt      |

## Statistiken

### Spielerstatistiken
Für den Westdeutschen Pokal sind die eingesetzten Spieler und Torschützen nur für das Viertelfinale bekannt. Gelbe und Rote Karten wurden erst im Jahre 1970 eingeführt.
| Spieler              | Regionalliga West | Regionalliga West | Regionalliga West | Regionalliga West | Aufstiegsrunde zur Bundesliga | Aufstiegsrunde zur Bundesliga | Aufstiegsrunde zur Bundesliga | Aufstiegsrunde zur Bundesliga | Total    | Total | Total       | Total      |
| Spieler              | Einsätze          | Tore              | Gelbe Karte       | Rote Karte        | Einsätze                      | Tore                          | Gelbe Karte                   | Rote Karte                    | Einsätze | Tore  | Gelbe Karte | Rote Karte |
| -------------------- | ----------------- | ----------------- | ----------------- | ----------------- | ----------------------------- | ----------------------------- | ----------------------------- | ----------------------------- | -------- | ----- | ----------- | ---------- |
| Ulrich Braun         | 34                | 5                 | 0                 | 0                 | 8                             | 1                             | 0                             | 0                             | 42       | 6     | 0           | 0          |
| Peter Dammann        | 11                | 2                 | 0                 | 0                 | 3                             | 0                             | 0                             | 0                             | 14       | 2     | 0           | 0          |
| Uwe Göbel            | 0                 | 0                 | 0                 | 0                 | 0                             | 0                             | 0                             | 0                             | 0        | 0     | 0           | 0          |
| Detlef Kemena        | 30                | 0                 | 0                 | 0                 | 8                             | 0                             | 0                             | 0                             | 38       | 0     | 0           | 0          |
| Bernd Kirchner       | 16                | 1                 | 0                 | 0                 | 0                             | 0                             | 0                             | 0                             | 16       | 1     | 0           | 0          |
| Gerd Knoth           | 33                | 1                 | 0                 | 0                 | 8                             | 0                             | 0                             | 0                             | 41       | 1     | 0           | 0          |
| Gerd Kohl            | 21                | 3                 | 0                 | 0                 | 2                             | 2                             | 0                             | 0                             | 23       | 5     | 0           | 0          |
| Klaus Köller         | 34                | 1                 | 0                 | 0                 | 8                             | 0                             | 0                             | 0                             | 42       | 1     | 0           | 0          |
| Ernst Kuster         | 29                | 29                | 0                 | 0                 | 8                             | 3                             | 0                             | 0                             | 37       | 32    | 0           | 0          |
| Norbert Leopoldseder | 20                | 2                 | 0                 | 0                 | 8                             | 2                             | 0                             | 0                             | 28       | 4     | 0           | 0          |
| Klaus Oberschelp     | 19                | 1                 | 0                 | 0                 | 5                             | 2                             | 0                             | 0                             | 24       | 3     | 0           | 0          |
| Gerd Roggensack      | 30                | 3                 | 0                 | 0                 | 8                             | 0                             | 0                             | 0                             | 38       | 3     | 0           | 0          |
| Dieter Schulz        | 31                | 2                 | 0                 | 0                 | 8                             | 1                             | 0                             | 0                             | 39       | 3     | 0           | 0          |
| Gerd Siese           | 33                | 0                 | 0                 | 0                 | 8                             | 0                             | 0                             | 0                             | 41       | 0     | 0           | 0          |
| Horst Stockhausen    | 30                | 5                 | 0                 | 0                 | 8                             | 3                             | 0                             | 0                             | 38       | 8     | 0           | 0          |
| Georg Stürz          | 7                 | 0                 | 0                 | 0                 | 3                             | 0                             | 0                             | 0                             | 10       | 0     | 0           | 0          |
| Andreas Triebel      | 1                 | 0                 | 0                 | 0                 | 0                             | 0                             | 0                             | 0                             | 1        | 0     | 0           | 0          |
| Horst Wenzel         | 33                | 5                 | 0                 | 0                 | 7                             | 0                             | 0                             | 0                             | 40       | 5     | 0           | 0          |

### Zuschauer
Arminia Bielefeld begrüßte zu seinen 17 Heimspielen insgesamt 172.500 Zuschauer, was einem Schnitt von 10.147 entspricht. Damit belegte Arminia Bielefeld Platz zwei in der Zuschauertabelle hinter dem VfL Bochum. Den Zuschauerrekord gab mit 22.000 gegen den VfL Bochum vor den 18.000 Zuschauern, die das Spiel gegen den Wuppertaler SV sehen wollten. Den niedrigsten Besuch verzeichnete die Arminia beim Heimspiel gegen die SSVg Velbert, welches nur 6000 Zuschauer auf die Alm lockte. Die vier Heimspiele in der Aufstiegsrunde zur Bundesliga wurden von insgesamt 86.000 Zuschauern verfolgt, davon entfielen 25.000 auf das Spiel gegen Tennis Borussia Berlin, 18.000 auf die Partie gegen den Karlsruher SC, 28.000 auf das Spiel gegen den SV Alsenborn und 15.000 auf die Partie gegen den VfL Bochum.